# La Ilíada de Homero
La Ilíada de Homero es un cuento escrito por José Martí en su libro La Edad de Oro, donde describe todo el fantástico mundo de Grecia y Troya recogido en el poema de la Ilíada. El autor elogia cómo Homero pudo recrear  todo lo acontecido en aquella época referente a las guerras y los motivos que las originaban, sus héroes, las relaciones de humanos y dioses, el poder que tenían los dioses y el poder que tenían sobre ellos
- Datos: Q5963848